# وانغ جيايو
وانغ جيايو (بالصينية: 王佳玉) هو لاعب كرة قدم صيني في مركز الوسط، ولد في 28 سبتمبر 1990 في شانغهاي في الصين. شارك مع منتخب الصين تحت 17 سنة لكرة القدم ومنتخب الصين تحت 20 سنة لكرة القدم ومنتخب الصين تحت 23 سنة لكرة القدم. أما مع النوادي، فقد لعب مع جيجيانغ غرينتاون ونادي شانغهاي إس آي بي جي.